# David Gove
David Thomas Gove (né le 4 mai 1978 à  Centerville, dans l'état du Massachusetts aux États-Unis - mort le 5 avril 2017 à Pittsburgh, dans l'état de Pennsylvanie aux États-Unis) est un joueur professionnel et un entraîneur américain de hockey sur glace. Il évoluait en position d'ailier gauche ou de centre.

## Biographie

### Carrière de joueur
Tenant d'une bourse universitaire, David Gove intègre l'université de l'Ouest du Michigan en 1997 et joue pour leur équipe de hockey sur glace des Broncos durant quatre saisons. Meilleur pointeur de l'équipe en 1999, avec Chuck Mindel, et en 2000, il reçoit plusieurs trophées d'équipes durant sa carrière universitaire et est nommé capitaine en 2000-2001,. Il est nommé dans la seconde équipe d'étoiles de la Central Collegiate Hockey Association en 2000 et 2001. Au printemps 2001, il fait ses débuts professionnels avec les Solar Bears d'Orlando de la Ligue internationale de hockey et remporte avec eux la Coupe Turner de champions de la ligue, la dernière attribuée avant l'arrêt de la LIH.
Durant les années qui suivent, il poursuit sa carrière essentiellement dans la Ligue américaine de hockey (LAH) ponctuée de passage en ECHL et en Ligue centrale de hockey. En août 2005, il signe avec les Hurricanes de la Caroline de la Ligue nationale de hockey (LNH) qui l'assigne aux Lock Monsters de Lowell, leur club-école en LAH. Le 31 janvier 2006, il dispute son premier match dans la ligue majeure, une victoire 8-2 sur les Canadiens de Montréal au cours de laquelle il enregistre une aide sur un but d'Eric Staal,. Durant les séries éliminatoires qui s'ensuivent et qui voit la Caroline s'adjuger la Coupe Stanley, il est retenu dans l'effectif des Hurricanes en cas de blessures mais ne dispute aucune rencontre.
Durant l'été 2006, il signe une prolongation de deux ans avec les Hurricanes. Il joue une seconde rencontre avec la Caroline et passe le reste de la saison avec les River Rats d'Albany en LAH. En janvier 2008, il est échangé aux Penguins de Pittsburgh en retour de Joe Jensen. Assigné aux Penguins de Wilkes-Barre/Scranton de la LAH, il dispute avec eux la finale de Coupe Calder, les « Baby Pens » s'inclinant 2-4 face aux Wolves de Chicago. Pour la saison 2008-2009, il est nommé capitaine de Wilkes-Barre/Scranton mais une blessure au dos le pousse à mettre un terme à sa carrière de joueur et il finit la saison comme entraîneur-assistant de Dan Bylsma puis de Tom Reirden.

### Après-carrière et décès
Suivant la saison 2008-2009, il refuse une prolongation avec l'encadrement de la franchise LAH et retourne dans sa région natale du Cap Cod où il devient agent immobilier. Il développe alors une addiction aux analgésiques et connait des difficultés financières. Suivant la naissance de son fils en 2014, il décide de porter plainte pour abus sexuel sur mineur envers l'un de ses entraîneurs durant ses années junior.
En 2015, il est recruté comme entraîneur-assistant des Nailers de Wheeling de l'ECHL, un club-école de Pittsburgh. À Noël, il devient entraîneur-chef par intérim suivant la promotion de Clark Donatelli à la tête de Wilkes-Barre/Scranton avant d'être confirmé fin janvier. Il mène l'équipe en série éliminatoire mais, suivant la victoire au premier tour, il quitte le club sans explication.
Suivant une cure de désintoxication financé par les Penguins, il est en attente du procès contre son entraîneur junior mais celui-ci est repoussé à plusieurs reprises. En rechute, il se tourne vers l'héroïne. Le 5 avril 2017, il est trouvé sans vie dans un foyer pour sans-abris de Pittsburgh, mort selon les apparences d'une surdose d'héroïne.

## Statistiques

### Statistiques de joueur
| Saison     | Équipe                            | Ligue      |    | Saison régulière | Saison régulière | Saison régulière | Saison régulière | Saison régulière |   | Séries éliminatoires | Séries éliminatoires | Séries éliminatoires | Séries éliminatoires | Séries éliminatoires |
| Saison     | Équipe                            | Ligue      | PJ | B                | A                | Pts              | Pun              | PJ               | B | A                    | Pts                  | Pun                  |                      |                      |
| 1997-1998  | Broncos de Western Michigan       | NCAA       | 36 | 8                | 7                | 15               | 8                | -                | - | -                    | -                    | -                    |                      |                      |
| 1998-1999  | Broncos de Western Michigan       | NCAA       | 33 | 9                | 14               | 23               | 12               | -                | - | -                    | -                    | -                    |                      |                      |
| 1999-2000  | Broncos de Western Michigan       | NCAA       | 36 | 18               | 28               | 46               | 22               | -                | - | -                    | -                    | -                    |                      |                      |
| 2000-2001  | Broncos de Western Michigan       | NCAA       | 39 | 22               | 37               | 59               | 16               | -                | - | -                    | -                    | -                    |                      |                      |
| 2000-2001  | Solar Bears d'Orlando             | LIH        | 9  | 1                | 1                | 2                | 2                | 1                | 0 | 0                    | 0                    | 0                    |                      |                      |
| 2001-2002  | Griffins de Grand Rapids          | LAH        | 17 | 2                | 4                | 6                | 8                | -                | - | -                    | -                    | -                    |                      |                      |
| 2001-2002  | Chiefs de Johnstown               | ECHL       | 54 | 17               | 32               | 49               | 32               | 8                | 1 | 3                    | 4                    | 4                    |                      |                      |
| 2002-2003  | Rampage de San Antonio            | LAH        | 72 | 15               | 20               | 35               | 30               | 3                | 0 | 1                    | 1                    | 0                    |                      |                      |
| 2002-2003  | Bucks de Laredo                   | LCH        | 8  | 4                | 12               | 16               | 15               | -                | - | -                    | -                    | -                    |                      |                      |
| 2003-2004  | Grizzlies de l'Utah               | LAH        | 75 | 14               | 22               | 36               | 28               | -                | - | -                    | -                    | -                    |                      |                      |
| 2004-2005  | Bruins de Providence              | LAH        | 70 | 13               | 18               | 31               | 30               | 17               | 3 | 3                    | 6                    | 14                   |                      |                      |
| 2005-2006  | Hurricanes de la Caroline         | LNH        | 1  | 0                | 1                | 1                | 0                | -                | - | -                    | -                    | -                    |                      |                      |
| 2005-2006  | Lock Monsters de Lowell           | LAH        | 65 | 20               | 26               | 46               | 50               | -                | - | -                    | -                    | -                    |                      |                      |
| 2006-2007  | Hurricanes de la Caroline         | LNH        | 1  | 0                | 0                | 0                | 0                | -                | - | -                    | -                    | -                    |                      |                      |
| 2006-2007  | River Rats d'Albany               | LAH        | 49 | 8                | 13               | 21               | 27               | 4                | 0 | 2                    | 2                    | 4                    |                      |                      |
| 2007-2008  | River Rats d'Albany               | LAH        | 45 | 8                | 15               | 23               | 31               | -                | - | -                    | -                    | -                    |                      |                      |
| 2007-2008  | Penguins de Wilkes-Barre/Scranton | LAH        | 36 | 15               | 7                | 22               | 10               | 23               | 5 | 7                    | 12                   | 10                   |                      |                      |
| 2008-2009  | Penguins de Wilkes-Barre/Scranton | LAH        | 20 | 3                | 0                | 3                | 8                | -                | - | -                    | -                    | -                    |                      |                      |
| Totaux LNH | Totaux LNH                        | Totaux LNH | 2  | 0                | 1                | 1                | 0                | -                | - | -                    | -                    | -                    |                      |                      |

### Statistiques d'entraîneur
| Saison    | Équipe              | Ligue |    | PJ | V  | D | Pr   | % V                        |  | Séries éliminatores |
| 2015-2016 | Nailers de Wheeling | ECHL  | 45 | 23 | 16 | 6 | 57,8 | Remplacé durant les séries |  |                     |

## Titres et honneurs personnels
- 1999-2000 : seconde équipe d'étoile de la Central Collegiate Hockey Association
- 2001-2002 :
  - seconde équipe d'étoile de la Central Collegiate Hockey Association
  - champion de la Coupe Turner avec les Solar Bears d'Orlando